# Urbanització les Arcades (Montblanc)
La urbanització de les Arcades és un conjunt arquitectònic situat extramurs a la vila de Montblanc. Es van començar a construir el 1973, coincidint en un moment d’expansió demogràfica i econòmica de la vila. Consta de 137 habitatges plurifamiliars entre mitgeres repartits en 20 blocs i una zona amb locals comercials.
És obra de l’arquitecte Josep Emili Donato i Folch (Figueres, 1934) qui, entre el 1973 i el 1976, va promoure, projectar i construir el barri cooperatiu de les Arcades en col·laboració amb l’ajuntament de Montblanc. És la seva primera obra d’escala urbana i correspondria a la seva etapa inicial i d’experimentació. La urbanització va ser promoguda “per l’Ajuntament de Josep Gomis arran de la construcció de l’autopista i la probable industrialització de la zona que faria augmentar la demanda d’habitatge digne. Són pisos de tres i quatre habitacions tots orientats a sud-est o sud-oest a través de quatre grans patis que recorden el pla Cerdà per a Barcelona dins un “ordre tancat en un lloc obert” tot seguint la morfologia d’illa tancada. Un dels patis queda obert per a usos públics. El conjunt es disposa sobre una planta baixa de pilotis que permet l’adaptació al terreny organitzat en terrasses i permet la continuïtat dels espais oberts que serveixen d’accés a les escales de veïns.”
Pren el seu nom de les molt properes arcades que portaven canalitzada l’aigua de les muntanyes de Sant Joan i la Pasquala a la vila. Va ser un projecte innovador que obria la vila cap a la banda de ponent. El 1978, la urbanització es va convertir oficialment en un barri. Més enllà dels elements privatius, la comunitat de Propietaris de les Arcades gestiona els elements i serveis comuns de tots els propietaris.